# Pseudopiptadenia leptostachya
Pseudopiptadenia leptostachya är en ärtväxtart som först beskrevs av George Bentham, och fick sitt nu gällande namn av Stephan Rauschert. Pseudopiptadenia leptostachya ingår i släktet Pseudopiptadenia och familjen ärtväxter. Inga underarter finns listade i Catalogue of Life.